# Formuła 1 Sezon 2025
Ten artykuł dotyczy trwającego lub niedawnego wydarzenia sportowego. Informacje w nim zamieszczone mogą się zmienić lub zdezaktualizować wraz z postępem zdarzenia. Początkowe doniesienia, wyniki lub statystyki mogą być niepewne. Ostatnie aktualizacje do tego artykułu mogą nie odzwierciedlać najbardziej aktualnych informacji.
Sezon 2025 Formuły 1, oficjalnie FIA Formula One World Championship 2025 – 76. sezon Mistrzostw Świata Formuły 1 i ostatni sezon silników turbodoładowanych z komponentem MGU-H, jako że od 2026 wejdą nowe regulacje co do jednostek napędowych.

## Prezentacje samochodów
Po raz pierwszy w historii, prezentacja wszystkich bolidów, spowodowana 75-leciem Formuły 1, odbyła się 18 lutego 2025 roku w Londynie, w hali sportowo-widowiskowej – O2.

## Lista startowa
| Zespół                                 | Konstruktor                  | Samochód | Silnik (1.6l V6T)   | Opony | Nr | Kierowcy wyścigowi    | Rundy | Kierowcy rezerwowi                 |
| -------------------------------------- | ---------------------------- | -------- | ------------------- | ----- | -- | --------------------- | ----- | ---------------------------------- |
| Oracle Red Bull Racing                 | Red Bull Racing-Honda RBPT   | RB21     | Honda RBPT RBPTH002 | P     | 1  | Max Verstappen        | 1–    |                                    |
| Oracle Red Bull Racing                 | Red Bull Racing-Honda RBPT   | RB21     | Honda RBPT RBPTH002 | P     | 22 | Yūki Tsunoda          | 3–    |                                    |
| Oracle Red Bull Racing                 | Red Bull Racing-Honda RBPT   | RB21     | Honda RBPT RBPTH002 | P     | 30 | Liam Lawson           | 1–2   |                                    |
| McLaren F1 Team                        | McLaren-Mercedes             | MCL39    | Mercedes-AMG F1 M16 | P     | 4  | Lando Norris          | 1–    | Pato O'Ward                        |
| McLaren F1 Team                        | McLaren-Mercedes             | MCL39    | Mercedes-AMG F1 M16 | P     | 81 | Oscar Piastri         | 1–    | Pato O'Ward                        |
| Stake F1 Team Kick Sauber              | Kick Sauber-Ferrari          | C45      | Ferrari 066/12      | P     | 5  | Gabriel Bortoleto     | 1–    |                                    |
| Stake F1 Team Kick Sauber              | Kick Sauber-Ferrari          | C45      | Ferrari 066/12      | P     | 27 | Nico Hülkenberg       | 1–    |                                    |
| Visa Cash App Racing Bulls F1 Team     | Racing Bulls-Honda RBPT      | VCARB 02 | Honda RBPT RBPTH002 | P     | 6  | Isack Hadjar          | 1–    | Ayumu Iwasa                        |
| Visa Cash App Racing Bulls F1 Team     | Racing Bulls-Honda RBPT      | VCARB 02 | Honda RBPT RBPTH002 | P     | 22 | Yūki Tsunoda          | 1–2   | Ayumu Iwasa                        |
| Visa Cash App Racing Bulls F1 Team     | Racing Bulls-Honda RBPT      | VCARB 02 | Honda RBPT RBPTH002 | P     | 30 | Liam Lawson           | 3–    | Ayumu Iwasa                        |
| BWT Alpine F1 Team                     | Alpine-Renault               | A525     | Renault E-Tech RE25 | P     | 7  | Jack Doohan           | 1–6   | Paul Aron Kush Maini Jack Doohan   |
| BWT Alpine F1 Team                     | Alpine-Renault               | A525     | Renault E-Tech RE25 | P     | 10 | Pierre Gasly          | 1–    | Paul Aron Kush Maini Jack Doohan   |
| BWT Alpine F1 Team                     | Alpine-Renault               | A525     | Renault E-Tech RE25 | P     | 43 | Franco Colapinto      | 7–    | Paul Aron Kush Maini Jack Doohan   |
| Mercedes-AMG Petronas Formula One Team | Mercedes                     | F1 W16   | Mercedes-AMG F1 M16 | P     | 12 | Andrea Kimi Antonelli | 1–    | Valtteri Bottas Frederik Vesti     |
| Mercedes-AMG Petronas Formula One Team | Mercedes                     | F1 W16   | Mercedes-AMG F1 M16 | P     | 63 | George Russell        | 1–    | Valtteri Bottas Frederik Vesti     |
| Aston Martin Aramco Formula One Team   | Aston Martin Aramco-Mercedes | AMR25    | Mercedes-AMG F1 M16 | P     | 14 | Fernando Alonso       | 1–    | Felipe Drugovich Stoffel Vandoorne |
| Aston Martin Aramco Formula One Team   | Aston Martin Aramco-Mercedes | AMR25    | Mercedes-AMG F1 M16 | P     | 18 | Lance Stroll          | 1–    | Felipe Drugovich Stoffel Vandoorne |
| Scuderia Ferrari HP                    | Ferrari                      | SF-25    | Ferrari 066/12      | P     | 16 | Charles Leclerc       | 1–    | Zhou Guanyu Antonio Giovinazzi     |
| Scuderia Ferrari HP                    | Ferrari                      | SF-25    | Ferrari 066/12      | P     | 44 | Lewis Hamilton        | 1–    | Zhou Guanyu Antonio Giovinazzi     |
| Atlassian Williams Racing              | Williams-Mercedes            | FW47     | Mercedes-AMG F1 M16 | P     | 23 | Alexander Albon       | 1–    |                                    |
| Atlassian Williams Racing              | Williams-Mercedes            | FW47     | Mercedes-AMG F1 M16 | P     | 55 | Carlos Sainz Jr.      | 1–    |                                    |
| MoneyGram Haas F1 Team                 | Haas-Ferrari                 | VF-25    | Ferrari 066/12      | P     | 31 | Esteban Ocon          | 1–    | Pietro Fittipaldi Ryō Hirakawa     |
| MoneyGram Haas F1 Team                 | Haas-Ferrari                 | VF-25    | Ferrari 066/12      | P     | 87 | Oliver Bearman        | 1–    | Pietro Fittipaldi Ryō Hirakawa     |
| Zespół                                 | Konstruktor                  | Samochód | Silnik (1.6l V6T)   | Opony | Nr | Kierowcy wyścigowi    | Rundy | Kierowcy rezerwowi                 |

### Piątkowi kierowcy
Jeśli kierowca brał udział w piątkowym treningu, symbol oznacza, którego z kierowców wyścigowych zastąpił.
Udział kierowcy w całym weekendzie wyścigowym zaznaczono przez pogrubioną nazwę zespołu, w którym startował.

| Kierowca         | Nr | Zespół              | Australia |  | Japonia | Bahrajn | Arabia Saudyjska | Stany Zjednoczone | Emilia-Romania | Monako | Hiszpania | Kanada | Austria | Wielka Brytania | Belgia | Węgry  | Holandia | Włochy | Azerbejdżan | Singapur | Stany Zjednoczone | Meksyk |        | Stany Zjednoczone | Katar  |        |
| ---------------- | -- | ------------------- | --------- |  | ------- | ------- | ---------------- | ----------------- | -------------- | ------ | --------- | ------ | ------- | --------------- | ------ | ------ | -------- | ------ | ----------- | -------- | ----------------- | ------ | ------ | ----------------- | ------ | ------ |
| Felipe Drugovich | 34 | Aston Martin Aramco |           |  |         | ALO     |                  |                   |                |        |           |        |         |                 |        | ALO    |          |        |             |          |                   |        |        |                   |        |        |
| Arvid Lindblad   | 36 | Red Bull Racing     |           |  |         |         |                  |                   |                |        |           |        |         | TSU             |        |        |          |        |             |          |                   |        |        |                   |        |        |
| Ayumu Iwasa      | 37 | Red Bull Racing     |           |  |         | VER     |                  |                   |                |        |           |        |         |                 |        |        |          |        |             |          |                   |        |        |                   |        |        |
| Dino Beganovic   | 38 | Ferrari             |           |  |         | LEC     |                  |                   |                |        |           |        | LEC     |                 |        |        |          |        |             |          |                   |        |        |                   |        |        |
| Franco Colapinto | 43 | Alpine              |           |  |         |         |                  |                   | Alpine         | Alpine | Alpine    | Alpine | Alpine  | Alpine          | Alpine | Alpine | Alpine   | Alpine | Alpine      | Alpine   | Alpine            | Alpine | Alpine | Alpine            | Alpine | Alpine |
| Victor Martins   | 45 | Williams            |           |  |         |         |                  |                   |                |        | ALB       |        |         |                 |        |        |          |        |             |          |                   |        |        |                   |        |        |
| Luke Browning    | 46 | Williams            |           |  |         | SAI     |                  |                   |                |        |           |        |         |                 |        |        |          |        |             |          |                   |        |        |                   |        |        |
| Ryō Hirakawa     | 50 | Haas                |           |  |         | BEA     |                  |                   |                |        | OCO       |        |         |                 |        |        |          |        |             |          |                   |        |        |                   |        |        |
| Ryō Hirakawa     | 62 | Alpine              |           |  | DOO     |         |                  |                   |                |        |           |        |         |                 |        |        |          |        |             |          |                   |        |        |                   |        |        |
| Frederik Vesti   | 72 | Mercedes            |           |  |         | RUS     |                  |                   |                |        |           |        |         |                 |        |        |          |        |             |          |                   |        |        |                   |        |        |
| Alex Dunne       | 89 | McLaren             |           |  |         |         |                  |                   |                |        |           |        | NOR     |                 |        |        |          |        |             |          |                   |        |        |                   |        |        |
| Paul Aron        | 97 | Kick Sauber         |           |  |         |         |                  |                   |                |        |           |        |         | HUL             |        | HUL    |          |        |             |          |                   |        |        |                   |        |        |

### Przed rozpoczęciem sezonu

#### Zmiany wśród kierowców
- Po dwunastu sezonach startów w Mercedesie, Lewis Hamilton przeszedł do zespołu Ferrari, zastępując Carlosa Sainza[25]. Mimo że jeszcze w sierpniu 2023 Brytyjczyk zdecydował się na przedłużenie umowy z niemieckim zespołem do sezonu 2025[32], siedmiokrotny mistrz świata postanowił aktywować klauzulę, skracającą ważność kontraktu z Mercedesem do końca sezonu 2024[33]. Miejsce Hamiltona zajął Andrea Kimi Antonelli[17].
- Po dwóch sezonach współpracy z zespołem Haas, Nico Hülkenberg zdecydował o przejściu do ekipy Kick Sauber, powracając do zespołu po dwunastu latach[10].
- Po sezonie 2024, Zhou Guanyu i Valtteri Bottas odeszli z zespolu Kick Sauber[34]. Drugim kierowcą zespołu został Gabriel Bortoleto[9].
- Po pięciu sezonach startów w zespole Alpine (wcześniej Renault), Esteban Ocon opuścił ekipę[35]. Kokpit po nim przejął dotychczasowy kierowca rezerwowy stajni Jack Doohan[13].
- Po czterech sezonach, Kevin Magnussen odszedł z zespołu Haas. Jego miejsce zajął Esteban Ocon[29].
- Oliver Bearman zastąpił Nico Hülkenberga w ekipie Haas[30].
- Carlos Sainz Jr. opuścił ekipę Ferrari i zastąpił Logana Sargeanta (kontrakt amerykańskiego kierowcy został rozwiązany przed Grand Prix Włoch. Sargeanta zastąpił Franco Colapinto) w zespole Williams[28].
- Sergio Pérez zakończył współpracę z zespołem Red Bull Racing pod koniec 2024 roku[36], mimo tego że miał ważny kontrakt do końca sezonu 2026[37]. Jego zastępcą został Liam Lawson[5].
- Isack Hadjar został nowym kierowcą głównym zespołu Racing Bulls, przejmując miejsce w kokpicie po Liamie Lawsonie[11].

#### Zmiany wśród zespołów
- RB zaprzestał używania inicjalizmu i zamiast tego wszedł do stawki jako Racing Bulls, zmieniając w ten sposób nazwę zespołu i konstruktora[38].

### W trakcie sezonu

#### Zmiany wśród kierowców
- Przed Grand Prix Japonii, doszło do zamiany kierowców – nowym partnerem zespołowym Verstappena został Yūki Tsunoda, a kokpit Japończyka w zespole Racing Bulls przejął Liam Lawson[4].
- Po Grand Prix Miami Franco Colapinto zastąpił Jacka Doohana na zasadzie "rotacyjnego fotela"[16]. Początkowo miał ścigać się w pięciu następnych wyścigach, do Grand Prix Austrii, jednakże przed wyścigiem w Spielbergu potwierdzono, że Argentyńczyk zachowa swoje miejsce w zespole, startując w każdym wyścigu[39].

## Kalendarz
Poniższa lista obejmuje Grand Prix, które znalazły się w kalendarzu na sezon 2025, ogłoszonym 12 kwietnia 2024.
| 1 | 2 | 3 | 4 |
| --- | --- | --- | --- |
| Grand Prix Australii 14–16 marca Szczegółowy rezultatPP: L. Norris (McLaren) P1: L. Norris (McLaren) NO: L. Norris (McLaren)                          | Grand Prix Chin 21–23 marca Szczegółowy rezultatPP: O. Piastri (McLaren) P1: O. Piastri (McLaren) NO: L. Norris (McLaren)          | Grand Prix Japonii 4–6 kwietnia Szczegółowy rezultatPP: M. Verstappen (Red Bull Racing) P1: M. Verstappen (Red Bull Racing) NO: K. Antonelli (Mercedes)   | Grand Prix Bahrajnu 11–13 kwietnia Szczegółowy rezultatPP: O. Piastri (McLaren) P1: O. Piastri (McLaren) NO: O. Piastri (McLaren)               |
| 5 | 6 | 7 | 8 |
| Grand Prix Arabii Saudyjskiej 18–20 kwietnia Szczegółowy rezultatPP: M. Verstappen (Red Bull Racing) P1: O. Piastri (McLaren) NO: L. Norris (McLaren) | Grand Prix Miami 2–4 maja Szczegółowy rezultatPP: M. Verstappen (Red Bull Racing) P1: O. Piastri (McLaren) NO: L. Norris (McLaren) | Grand Prix Emilii-Romanii 16–18 maja Szczegółowy rezultatPP: O. Piastri (McLaren) P1: M. Verstappen (Red Bull Racing) NO: M. Verstappen (Red Bull Racing) | Grand Prix Monako 23–25 maja Szczegółowy rezultatPP: L. Norris (McLaren) P1: L. Norris (McLaren) NO: L. Norris (McLaren)                        |
| 9 | 10 | 11 | 12 |
| Grand Prix Hiszpanii 30 maja–1 czerwca Szczegółowy rezultatPP: O. Piastri (McLaren) P1: O. Piastri (McLaren) NO: O. Piastri (McLaren)                 | Grand Prix Kanady 13–15 czerwca Szczegółowy rezultatPP: G. Russell (Mercedes) P1: G. Russell (Mercedes) NO: G. Russell (Mercedes)  | Grand Prix Austrii 27–29 czerwca Szczegółowy rezultatPP: L. Norris (McLaren) P1: L. Norris (McLaren) NO: O. Piastri (McLaren)                             | Grand Prix Wielkiej Brytanii 4–6 lipca Szczegółowy rezultatPP: M. Verstappen (Red Bull Racing) P1: L. Norris (McLaren) NO: O. Piastri (McLaren) |
| 13 | 14 | 15 | 16 |
| Grand Prix Belgii 25–27 lipca Szczegółowy rezultatPP: L. Norris (McLaren) P1: O. Piastri (McLaren) NO: K. Antonelli (Mercedes)                        | Grand Prix Węgier 1–3 sierpnia Szczegółowy rezultatPP: Ch. Leclerc (Ferrari) P1: L. Norris (McLaren) NO: G. Russell (Mercedes)     | Grand Prix Holandii 29–31 sierpnia Szczegółowy rezultatPP: P1: NO:                                                                                        | Grand Prix Włoch 5–7 września Szczegółowy rezultatPP: P1: NO:                                                                                   |
| 17 | 18 | 19 | 20 |
| Grand Prix Azerbejdżanu 19–21 września Szczegółowy rezultatPP: P1: NO:                                                                                | Grand Prix Singapuru 3–5 października Szczegółowy rezultatPP: P1: NO:                                                              | Grand Prix USA 17–19 października Szczegółowy rezultatPP: P1: NO:                                                                                         | Grand Prix Miasta Meksyk 24–26 października Szczegółowy rezultatPP: P1: NO:                                                                     |
| 21 | 22 | 23 | 24 |
| Grand Prix São Paulo 7–9 listopada Szczegółowy rezultatPP: P1: NO:                                                                                    | Grand Prix Las Vegas 20–22 listopada Szczegółowy rezultatPP: P1: NO:                                                               | Grand Prix Kataru 28–30 listopada Szczegółowy rezultatPP: P1: NO:                                                                                         | Grand Prix Abu Zabi 5–7 grudnia Szczegółowy rezultatPP: P1: NO:                                                                                 |

### Zmiany w kalendarzu

#### Przed sezonem
- Po sześciu latach[f] przerwy Grand Prix Australii ponownie stało się rundą inaugurującą sezon Formuły 1.
- Grand Prix Chin zostało przesunięte z kwietnia na marzec.
- W celu uwzględnienia ramadanu, wyścigi o Grand Prix Bahrajnu i Grand Prix Arabii Saudyjskiej zostały przesunięte na kwiecień.
- Po dwóch sezonach, Grand Prix Węgier i Grand Prix Belgii zamieniły się miejscami i ponownie runda na Hungaroringu będzie ostatnią eliminacją przed przerwą wakacyjną.

## Klasyfikacje
| Legenda oznaczeń w tabelach wyników Wyświetl szablon na nowej stronie | Legenda oznaczeń w tabelach wyników Wyświetl szablon na nowej stronie                                                                     |
| Oznaczenie                                                            | Wyjaśnienie |
| --------------------------------------------------------------------- | --- |
| Złoty                                                                 | Zwycięzca lub mistrzostwo |
| Srebrny                                                               | 2. miejsce lub wicemistrzostwo |
| Brązowy                                                               | 3. miejsce lub II wicemistrzostwo |
| Zielony                                                               | Ukończył, punktował (w klasyfikacji generalnej, gdy zdobył co najmniej jeden punkt na przestrzeni sezonu, poza trzema powyższymi opcjami) |
| Niebieski                                                             | Ukończył, nie punktował (w klasyfikacji generalnej, gdy nie zdobył co najmniej jednego punktu na przestrzeni sezonu)                      |
| Czerwony                                                              | Nie zakwalifikował się (NZ) |
| Czerwony                                                              | Nie prekwalifikował się (NPK) |
| Różowy                                                                | Nie ukończył (NU) |
| Różowy                                                                | Niesklasyfikowany (NS) (w klasyfikacji generalnej, gdy nie został sklasyfikowany w żadnym wyścigu sezonu)                                 |
| Czarny                                                                | Zdyskwalifikowany (DK) |
| Czarny                                                                | Wykluczony (WYK/EX) |
| Biały                                                                 | Nie wystartował (NW) |
| Biały                                                                 | Kontuzjowany (K/INJ) |
| Biały                                                                 | Wyścig odwołany (OD/C) |
| Bez koloru                                                            | Został wycofany (WYC/WD) |
| Bez koloru                                                            | Nie przybył (NP/DNA) |
| Bez koloru                                                            | Nie brał udziału w treningach (NT/DNP) |
| Bez koloru                                                            | Nie został zgłoszony (–) |
| Pogrubienie                                                           | Start z pole position |
| Kursywa                                                               | Najszybsze okrążenie wyścigu |
| †                                                                     | Nie ukończył, ale jego rezultat został zaliczony ze względu na przejechanie więcej niż 90% dystansu wyścigu.                              |
| *                                                                     | Sezon w trakcie |
| 1/2/3                                                                 | Punktowana pozycja w sprincie |
| Lista systemów punktacji Formuły 1                                    | |

### Kierowcy
| Poz.        | Kierowca              | Konstruktor                  | Australia |     | Japonia | Bahrajn | Arabia Saudyjska | Stany Zjednoczone | Emilia-Romania | Monako | Hiszpania | Kanada | Austria | Wielka Brytania | Belgia | Węgry | Holandia | Włochy | Azerbejdżan | Singapur | Stany Zjednoczone | Meksyk |   | Stany Zjednoczone | Katar |   | Pkt. |
| ----------- | --------------------- | ---------------------------- | --------- | --- | ------- | ------- | ---------------- | ----------------- | -------------- | ------ | --------- | ------ | ------- | --------------- | ------ | ----- | -------- | ------ | ----------- | -------- | ----------------- | ------ | - | ----------------- | ----- | - | ---- |
| 1           | Oscar Piastri         | McLaren                      | 9         | 12  | 3       | 1       | 1                | 12                | 3              | 3      | 1         | 4      | 2       | 2               | 12     | 2     |          |        |             |          |                   |        |   |                   |       |   | 284  |
| 2           | Lando Norris          | McLaren                      | 1         | 28  | 2       | 3       | 4                | 21                | 2              | 1      | 2         | 18†    | 1       | 1               | 23     | 1     |          |        |             |          |                   |        |   |                   |       |   | 275  |
| 3           | Max Verstappen        | Red Bull Racing              | 2         | 43  | 1       | 6       | 2                | 4                 | 1              | 4      | 10        | 2      | NU      | 5               | 41     | 9     |          |        |             |          |                   |        |   |                   |       |   | 187  |
| 4           | George Russell        | Mercedes                     | 3         | 34  | 5       | 2       | 5                | 34                | 7              | 11     | 4         | 1      | 5       | 10              | 5      | 3     |          |        |             |          |                   |        |   |                   |       |   | 172  |
| 5           | Charles Leclerc       | Ferrari                      | 8         | DK5 | 4       | 4       | 3                | 7                 | 6              | 2      | 3         | 5      | 3       | 14              | 34     | 4     |          |        |             |          |                   |        |   |                   |       |   | 151  |
| 6           | Lewis Hamilton        | Ferrari                      | 10        | DK1 | 7       | 5       | 7                | 83                | 4              | 5      | 6         | 6      | 4       | 4               | 7      | 12    |          |        |             |          |                   |        |   |                   |       |   | 109  |
| 7           | Andrea Kimi Antonelli | Mercedes                     | 4         | 67  | 6       | 11      | 6                | 67                | NU             | 18     | NU        | 3      | NU      | NU              | 16     | 10    |          |        |             |          |                   |        |   |                   |       |   | 64   |
| 8           | Alexander Albon       | Williams                     | 5         | 7   | 9       | 12      | 9                | 5                 | 5              | 9      | NU        | NU     | NU      | 8               | 6      | 15    |          |        |             |          |                   |        |   |                   |       |   | 54   |
| 9           | Nico Hülkenberg       | Kick Sauber                  | 7         | 15  | 16      | DK      | 15               | 14                | 12             | 16     | 5         | 8      | 9       | 3               | 12     | 13    |          |        |             |          |                   |        |   |                   |       |   | 37   |
| 10          | Esteban Ocon          | Haas                         | 13        | 5   | 18      | 8       | 14               | 12                | NU             | 7      | 16        | 9      | 10      | 13              | 155    | 16    |          |        |             |          |                   |        |   |                   |       |   | 27   |
| 11          | Fernando Alonso       | Aston Martin Aramco          | NU        | NU  | 11      | 15      | 11               | 15                | 11             | NU     | 9         | 7      | 7       | 9               | 17     | 5     |          |        |             |          |                   |        |   |                   |       |   | 26   |
| 12          | Lance Stroll          | Aston Martin Aramco          | 6         | 9   | 20      | 17      | 16               | 165               | 15             | 15     | WD        | 17     | 14      | 7               | 14     | 7     |          |        |             |          |                   |        |   |                   |       |   | 26   |
| 13          | Isack Hadjar          | Racing Bulls                 | NW        | 11  | 8       | 13      | 10               | 11                | 9              | 6      | 7         | 16     | 12      | NU              | 208    | 11    |          |        |             |          |                   |        |   |                   |       |   | 22   |
| 14          | Pierre Gasly          | Alpine                       | 11        | DK  | 13      | 7       | NU               | 138               | 13             | NU     | 8         | 15     | 13      | 6               | 10     | 19    |          |        |             |          |                   |        |   |                   |       |   | 20   |
| 15          | Liam Lawson           | Red Bull Racing/Racing Bulls | NU        | 12  | 17      | 16      | 12               | NU                | 14             | 8      | 11        | NU     | 6       | NU              | 8      | 8     |          |        |             |          |                   |        |   |                   |       |   | 20   |
| 16          | Carlos Sainz Jr.      | Williams                     | NU        | 10  | 14      | NU      | 8                | 9                 | 8              | 10     | 14        | 10     | NW      | 12              | 186    | 14    |          |        |             |          |                   |        |   |                   |       |   | 16   |
| 17          | Gabriel Bortoleto     | Kick Sauber                  | NU        | 14  | 19      | 18      | 18               | NU                | 18             | 14     | 12        | 14     | 8       | NU              | 9      | 6     |          |        |             |          |                   |        |   |                   |       |   | 14   |
| 18          | Yūki Tsunoda          | Racing Bulls/Red Bull Racing | 12        | 166 | 12      | 9       | NU               | 106               | 10             | 17     | 13        | 12     | 16      | 15              | 13     | 17    |          |        |             |          |                   |        |   |                   |       |   | 10   |
| 19          | Oliver Bearman        | Haas                         | 14        | 8   | 10      | 10      | 13               | NU                | 17             | 12     | 17        | 11     | 11      | 11              | 117    | NU    |          |        |             |          |                   |        |   |                   |       |   | 8    |
| 20          | Franco Colapinto      | Alpine                       | –         | –   | –       | –       | –                | –                 | 16             | 13     | 15        | 13     | 15      | NW              | 19     | 18    |          |        |             |          |                   |        |   |                   |       |   | 0    |
| 21          | Jack Doohan           | Alpine                       | NU        | 13  | 15      | 14      | 17               | NU                | –              | –      | –         | –      | –       | –               | –      | –     | –        | –      | –           | –        | –                 | –      | – | –                 | –     | – | 0    |
| Poz.        | Kierowca              | Konstruktor                  | Australia |     | Japonia | Bahrajn | Arabia Saudyjska | Stany Zjednoczone | Emilia-Romania | Monako | Hiszpania | Kanada | Austria | Wielka Brytania | Belgia | Węgry | Holandia | Włochy | Azerbejdżan | Singapur | Stany Zjednoczone | Meksyk |   | Stany Zjednoczone | Katar |   | Pkt. |
| Źródło: FIA |                       |                              |           |     |         |         |                  |                   |                |        |           |        |         |                 |        |       |          |        |             |          |                   |        |   |                   |       |   |      |

### Konstruktorzy
| Poz.        | Konstruktor                  | Nr | Australia |     | Japonia | Bahrajn | Arabia Saudyjska | Stany Zjednoczone | Emilia-Romania | Monako | Hiszpania | Kanada | Austria | Wielka Brytania | Belgia | Węgry | Holandia | Włochy | Azerbejdżan | Singapur | Stany Zjednoczone | Meksyk |   | Stany Zjednoczone | Katar |   | Pkt. |
| ----------- | ---------------------------- | -- | --------- | --- | ------- | ------- | ---------------- | ----------------- | -------------- | ------ | --------- | ------ | ------- | --------------- | ------ | ----- | -------- | ------ | ----------- | -------- | ----------------- | ------ | - | ----------------- | ----- | - | ---- |
| 1           | McLaren-Mercedes             | 4  | 1         | 28  | 2       | 3       | 4                | 21                | 2              | 1      | 2         | 18†    | 1       | 1               | 23     | 1     |          |        |             |          |                   |        |   |                   |       |   | 559  |
| 1           | McLaren-Mercedes             | 81 | 9         | 12  | 3       | 1       | 1                | 12                | 3              | 3      | 1         | 4      | 2       | 2               | 12     | 2     |          |        |             |          |                   |        |   |                   |       |   | 559  |
| 2           | Ferrari                      | 16 | 8         | DK5 | 4       | 4       | 3                | 7                 | 6              | 2      | 3         | 5      | 3       | 14              | 34     | 4     |          |        |             |          |                   |        |   |                   |       |   | 260  |
| 2           | Ferrari                      | 44 | 10        | DK1 | 7       | 5       | 7                | 83                | 4              | 5      | 6         | 6      | 4       | 4               | 7      | 12    |          |        |             |          |                   |        |   |                   |       |   | 260  |
| 3           | Mercedes                     | 12 | 4         | 67  | 6       | 11      | 6                | 67                | NU             | 18     | NU        | 3      | NU      | NU              | 16     | 10    |          |        |             |          |                   |        |   |                   |       |   | 236  |
| 3           | Mercedes                     | 63 | 3         | 34  | 5       | 2       | 5                | 34                | 7              | 11     | 4         | 1      | 5       | 10              | 5      | 3     |          |        |             |          |                   |        |   |                   |       |   | 236  |
| 4           | Red Bull Racing-Honda RBPT   | 1  | 2         | 43  | 1       | 6       | 2                | 4                 | 1              | 4      | 10        | 2      | NU      | 5               | 41     | 9     |          |        |             |          |                   |        |   |                   |       |   | 194  |
| 4           | Red Bull Racing-Honda RBPT   | 22 | –         | –   | 12      | 9       | NU               | 106               | 10             | 17     | 13        | 12     | 16      | 15              | 13     | 17    |          |        |             |          |                   |        |   |                   |       |   | 194  |
| 4           | Red Bull Racing-Honda RBPT   | 30 | NU        | 12  | –       | –       | –                | –                 | –              | –      | –         | –      | –       | –               | –      | –     | –        | –      | –           | –        | –                 | –      | – | –                 | –     | – | 194  |
| 5           | Williams-Mercedes            | 23 | 5         | 7   | 9       | 12      | 9                | 5                 | 5              | 9      | NU        | NU     | NU      | 8               | 6      | 15    |          |        |             |          |                   |        |   |                   |       |   | 70   |
| 5           | Williams-Mercedes            | 55 | NU        | 10  | 14      | NU      | 8                | 9                 | 8              | 10     | 14        | 10     | NW      | 12              | 186    | 14    |          |        |             |          |                   |        |   |                   |       |   | 70   |
| 6           | Aston Martin Aramco-Mercedes | 14 | NU        | NU  | 11      | 15      | 11               | 15                | 11             | NU     | 9         | 7      | 7       | 9               | 17     | 5     |          |        |             |          |                   |        |   |                   |       |   | 52   |
| 6           | Aston Martin Aramco-Mercedes | 18 | 6         | 9   | 20      | 17      | 16               | 165               | 15             | 15     | WD        | 17     | 14      | 7               | 14     | 7     |          |        |             |          |                   |        |   |                   |       |   | 52   |
| 7           | Kick Sauber-Ferrari          | 5  | NU        | 14  | 19      | 18      | 18               | NU                | 18             | 14     | 12        | 14     | 8       | NU              | 9      | 6     |          |        |             |          |                   |        |   |                   |       |   | 51   |
| 7           | Kick Sauber-Ferrari          | 27 | 7         | 15  | 16      | DK      | 15               | 14                | 12             | 16     | 5         | 8      | 9       | 3               | 12     | 13    |          |        |             |          |                   |        |   |                   |       |   | 51   |
| 8           | Racing Bulls-Honda RBPT      | 6  | NW        | 11  | 8       | 13      | 10               | 11                | 9              | 6      | 7         | 16     | 12      | NU              | 208    | 11    |          |        |             |          |                   |        |   |                   |       |   | 45   |
| 8           | Racing Bulls-Honda RBPT      | 22 | 12        | 166 | –       | –       | –                | –                 | –              | –      | –         | –      | –       | –               | –      | –     | –        | –      | –           | –        | –                 | –      | – | –                 | –     | – | 45   |
| 8           | Racing Bulls-Honda RBPT      | 30 | –         | –   | 17      | 16      | 12               | NU                | 14             | 8      | 11        | NU     | 6       | NU              | 8      | 8     |          |        |             |          |                   |        |   |                   |       |   | 45   |
| 9           | Haas-Ferrari                 | 31 | 13        | 5   | 18      | 8       | 14               | 12                | NU             | 7      | 16        | 9      | 10      | 13              | 155    | 16    |          |        |             |          |                   |        |   |                   |       |   | 35   |
| 9           | Haas-Ferrari                 | 87 | 14        | 8   | 10      | 10      | 13               | NU                | 17             | 12     | 17        | 11     | 11      | 11              | 117    | NU    |          |        |             |          |                   |        |   |                   |       |   | 35   |
| 10          | Alpine-Renault               | 7  | NU        | 13  | 15      | 14      | 17               | NU                | –              | –      | –         | –      | –       | –               | –      | –     | –        | –      | –           | –        | –                 | –      | – | –                 | –     | – | 20   |
| 10          | Alpine-Renault               | 10 | 11        | DK  | 13      | 7       | NU               | 138               | 13             | NU     | 8         | 15     | 13      | 6               | 10     | 19    |          |        |             |          |                   |        |   |                   |       |   | 20   |
| 10          | Alpine-Renault               | 43 | –         | –   | –       | –       | –                | –                 | 16             | 13     | 15        | 13     | 15      | NW              | 19     | 18    |          |        |             |          |                   |        |   |                   |       |   | 20   |
| Poz.        | Konstruktor                  | Nr | Australia |     | Japonia | Bahrajn | Arabia Saudyjska | Stany Zjednoczone | Emilia-Romania | Monako | Hiszpania | Kanada | Austria | Wielka Brytania | Belgia | Węgry | Holandia | Włochy | Azerbejdżan | Singapur | Stany Zjednoczone | Meksyk |   | Stany Zjednoczone | Katar |   | Pkt. |
| Źródło: FIA |                              |    |           |     |         |         |                  |                   |                |        |           |        |         |                 |        |       |          |        |             |          |                   |        |   |                   |       |   |      |